# Booknode
Booknode est un site Web de catalogage social consacré aux livres. Base de données de livres et outil de création de bibliothèques virtuelles, il permet d'obtenir des informations sur les différents livres et auteurs, ainsi que de faire interagir ses membres au travers de leurs goûts littéraires.

En juin 2013, Booknode compte 84 248 membres, 201 914 livres, 573 885 commentaires et 36 265 extraits.
En octobre 2014, Booknode compte 131 915 membres, 261 560 livres, 832 850 commentaires et en janvier 2020 : 474 919 membres, 485 540 livres et 1 725 081 commentaires. En mai 2022 : 675 305 membres, 596 286 livres et 2 129 281 commentaires. En octobre 2024 : 1 126 334 membres, 743 553 livres et 2 574 550 commentaires.

## Fonctionnement

### Ma bibliothèque
"Ma bibliothèque" est la page dédiée tout spécialement à chaque utilisateur inscrit sur Booknode.
Il y répertorie toutes ses lectures dans un ordre de préférence. Au fur et à mesure, l'utilisateur acquiert des badges indiquant soit son ancienneté sur le site, soit son expérience de lecture dans certains genres selon le nombre de lectures dans ce genre (initié - compagnon - maitre d'un genre de lecture, par exemple fantasy).

### Le forum
Le forum de Booknode comporte plusieurs catégories accessibles à tout utilisateur. On peut participer a des RPGs, Role Play Game, on peut partager des lectures, mais aussi poster nos propres écrits, que ce soit du livre à la nouvelle. Les utilisateurs ont aussi la possibilité de chatter.

### Listes
L'utilisateur, une fois inscrit, est invité à ajouter dans « Ma bibliothèque » les livres qu'il a lus, qu'il est en train de lire ou qu'il souhaite lire. Il a le choix de mettre ces livres dans des listes classées par ordre de préférence: Diamant, Or, Argent, Bronze, J'ai lu aussi, Je n'ai pas apprécié, pour les livres déjà lus, ainsi que En train de lire, Mes Envies pour les livres non achetés et Pile À Lire pour les livres non lus. Les livres que l'utilisateur met dans les listes et le choix dans l'ordre des listes, vont par la suite établir la proximité de goûts entre l'utilisateur et les autres membres du site, et créer des suggestions de lecture pour ce même utilisateur.
Tous les utilisateurs peuvent accéder à la bibliothèque des autres inscrits. Ils peuvent, par ce procédé, discuter par messages privés ou publics de leurs préférences ou de leurs goûts.

### Polémique
Booknode a été mis en cause pour plagiat de contenus par le site d'informations littéraires ActuaLitté en juillet 2011. Booknode s'en excuse ("à l'évidence les règlements internes n'ont pas été appliqués") et annonce "corriger les articles que vous citez, mais également renforcer le contrôle de chaque nouvel article paraissant sur Booknode".

### Cinenode
Dans un souci d'évolutivité et de développement, la société éditrice et propriétaire du site a décidé de créer Cinenode, un Booknode version cinéma, il est accessible au grand public depuis le 22 décembre 2013. Il a été créé sur la base de Booknode avec un design assez similaire afin de ne pas désorienter les anciens utilisateurs de Booknode.